# Impulse! Records
Impulse! Records es un sello discográfico estadounidense especializado en jazz que pertenece en la actualidad a la compañía Verve Music Records. 
Externamente, sus discos se caracterizan por su embalaje en cartón de gramaje superior a la media, carpetas dobles con muchas fotografías y un colorido en naranja y negro. El precio original fue de 5,98 dólares, 1 dólar más que los discos del resto de compañías. 
Promovido por el productor Creed Taylor, fue creado en 1960 por ABC-Paramount y su valor más seguro durante sus primeros años fue John Coltrane, del que se editaron títulos esenciales como A Love Supreme y que sería durante algún tiempo el único artista bajo contrato. El saxofonista grabaría más de cuarenta discos para Impulse! y pasaría de cobrar 10 000 dólares anuales a 400 000, cifra solo superada en la época por Miles Davis.
Otros músicos que editaron en el sello fueron Max Roach, Art Blakey, Clark Terry, Milt Jackson y Freddie Hubbard; además, el sello se especializó en la edición de trabajos que reunían a distintas estrellas jazzísticas, entre los que destacan las reuniones de Duke Ellington con Coleman Hawkins y John Coltrane.
Con la llegada de la vanguardia, Impulse! apostó por los nuevos nombres e incorporó a su logotipo el subtítulo de The new wave in jazz (La nueva ola en jazz) para incorporar a músicos como Albert Ayler, Ornette Coleman, Pharoah Sanders, Archie Shepp, Gabor Szabo y otros.